# 大卫假冷蕨
大卫假冷蕨（学名：Athyrium davidii）为蹄盖蕨科蹄盖蕨属下的一个种。